# 9550 Вікторбланко
9550 Вікторбланко (9550 Victorblanco) — астероїд головного поясу, відкритий 15 жовтня 1985 року.
Тіссеранів параметр щодо Юпітера — 3,374.